# Tubificoides shurovae
Tubificoides shurovae är en ringmaskart som beskrevs av Finogenova 1985. Tubificoides shurovae ingår i släktet Tubificoides och familjen glattmaskar. Inga underarter finns listade i Catalogue of Life.